# Crithagra xanthopygia
Il beccasemi groppagialla (Crithagra xanthopygia (Rüppell, 1840)) è un uccello passeriforme della famiglia Fringillidae, diffuso in Africa.

## Etimologia
Il nome scientifico della specie, xanthopygia, deriva dall'unione delle parole greche ξανθος (xanthos, "giallo") e πυγιος (pygios/pugios, "fondoschiena"), col significato di "dal fondoschiena giallo", in riferimento alla livrea di questi uccelli.

## Descrizione

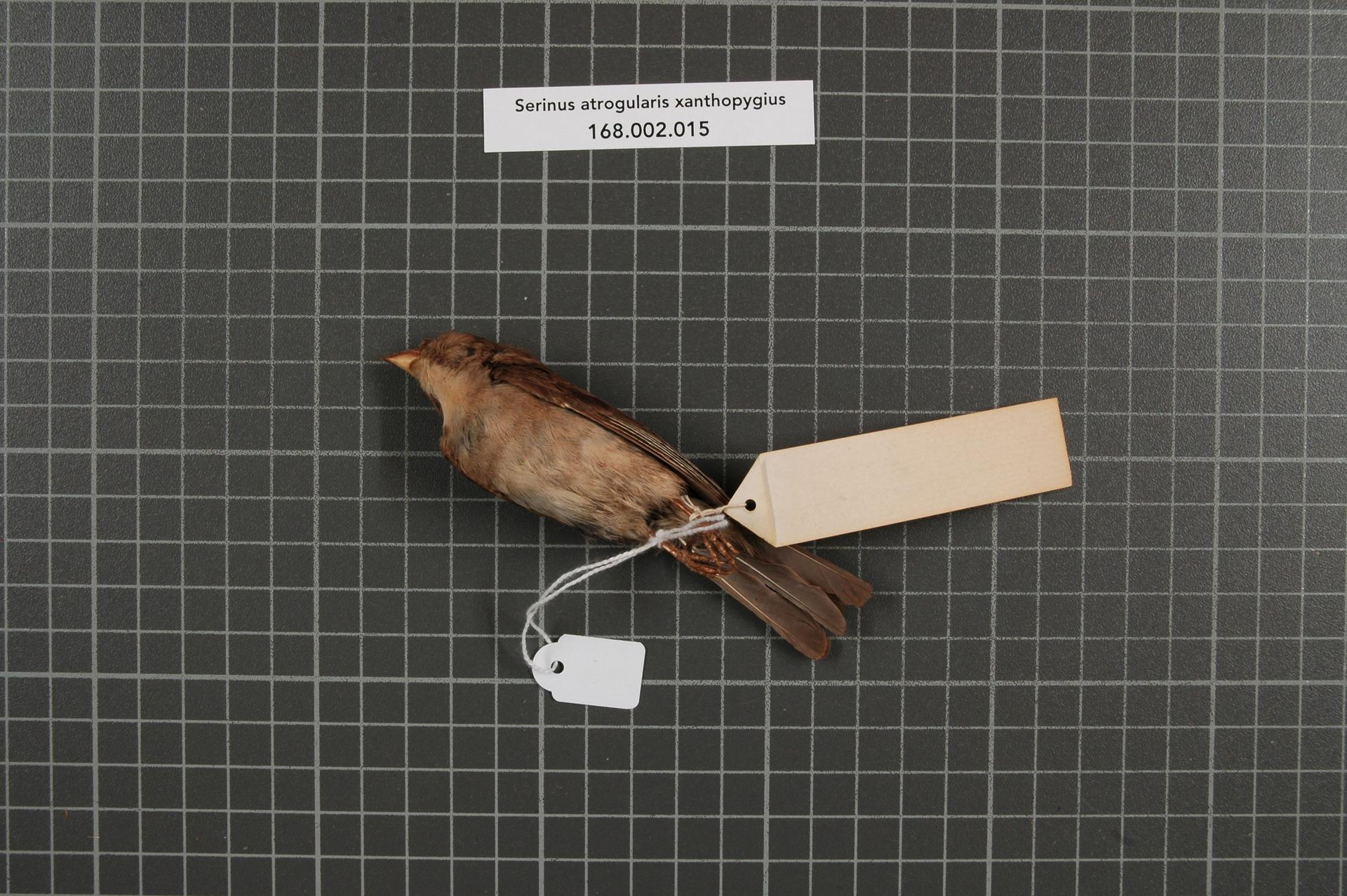
Giovane maschio impagliato.

### Dimensioni
Misura 11–12 cm, per un peso di 10-16 g.

### Aspetto
Si tratta di uccelletti dall'aspetto slanciato, muniti di becco conico, testa arrotondata, ali appuntite e coda dalla punta lievemente forcuta.

Il piumaggio è grigio-biancastro con le singole penne dalla punta screziata di nero su tutto il corpo, più scuro sul dorso e più chiaro su testa e petto: fanno eccezione il codione (che come intuibile sia dal nome comune che dal nome scientifico è giallo) il sopracciglio, la gola, il ventre ed il sottocoda (che sono bianchi), le ali e la coda (che sono nere con orli delle penne biancastri). Il dimorfismo sessuale è trascurabile, coi maschi dalla colorazione lievemente più accesa. In ambedue i sessi il becco è di colore carnicino-nerastro, gli occhi sono bruni e le zampe sono di colore carnicino.

## Biologia
Si tratta di uccelli diurni e molto vivaci, che passano la maggior parte del giorno alla ricerca di cibo al suolo o fra i rami, muovendosi in stormi anche consistenti all'infuor della stagione riproduttiva, talvolta in associazione con specie affini.

### Alimentazione
Si tratta di uccelli granivori, la cui dieta si basa sui semi di piante erbacee, ma comprende anche piccoli fiori, gemogli, foglioline, bacche e di tanto in tanto anche piccoli invertebrati.

### Riproduzione
Mancano informazioni sulla riproduzione, tuttavia si ritiene che essa non differisca significativamente, per modalità e tempistica, da quanto osservabile nelle specie congeneri e in generale fra i fringillidi.

## Distribuzione e habitat
Questi uccelli vivono in Etiopia centrale e settentrionale e nella zona dell'Amasien in Eritrea: recentemente la specie è stata osservata anche in Gibuti.
L'habitat del beccasemi groppagialla è rappresentato dalle aree erbose a rada copertura arborea o cespugliosa, submontane e montane.

## Sistematica
Il beccasemi groppagialla risulta affine al canarino di Reichenow (col quale vive in simpatria in alcune zone del proprio areale, senza tuttavia interagire o associarsi con esso) e al canarino golanera (del quale veniva in passato considerato una sottospecie col nome di C. atrogularis xanthopygius), coi quali forma un superspecie: sono invece da chiarire i rapporti filetici con il beccasemi golagialla.
La specie è monotipica.